# Rugby Europe U18 Championship 2011
El Rugby Europe U18 Championship del 2011 se disputó en Francia y fue la octava edición del torneo en categoría M18.

## Equipos participantes
- Selección juvenil de rugby de Escocia
- Selección juvenil de rugby de Francia
- Selección juvenil de rugby de Gales
- Selección juvenil de rugby de Inglaterra
- Selección juvenil de rugby de Irlanda
- Selección juvenil de rugby de Italia

## Resultados

### Fase de grupos

#### Grupo A
| Pos. | Equipo  | Encuentros | Encuentros | Encuentros | Encuentros | Tantos  | Tantos    | Tantos     | Puntos Totales |
| Pos. | Equipo  | jugados    | ganados    | empatados  | perdidos   | a favor | en contra | diferencia | Puntos Totales |
| ---- | ------- | ---------- | ---------- | ---------- | ---------- | ------- | --------- | ---------- | -------------- |
| 1    | Francia | 2          | 2          | 0          | 0          | 68      | 29        | +39        | 10             |
| 2    | Gales   | 2          | 1          | 0          | 1          | 43      | 46        | -3         | 4              |
| 3    | Italia  | 2          | 0          | 0          | 2          | 24      | 60        | –36        | 0              |

| 27 de febrero | Francia | 34 - 12 | Italia |  |  |

| 6 de marzo | Gales | 17 - 34 | Francia |  |  |

| 13 de marzo | Italia | 12 - 26 | Gales |  |  |

#### Grupo B
| Pos. | Equipo     | Encuentros | Encuentros | Encuentros | Encuentros | Tantos  | Tantos    | Tantos     | Puntos Totales |
| Pos. | Equipo     | jugados    | ganados    | empatados  | perdidos   | a favor | en contra | diferencia | Puntos Totales |
| ---- | ---------- | ---------- | ---------- | ---------- | ---------- | ------- | --------- | ---------- | -------------- |
| 1    | Inglaterra | 2          | 1          | 0          | 1          | 58      | 38        | +12        | 6              |
| 2    | Irlanda    | 2          | 1          | 0          | 1          | 43      | 41        | +2         | 5              |
| 3    | Escocia    | 2          | 1          | 0          | 1          | 38      | 52        | -14        | 4              |

| 30 de diciembre de 2010 | Irlanda | 12 - 29 | Inglaterra |  |  |

| 27 de marzo | Inglaterra | 21 - 26 | Escocia |  |  |

| 3 de abril | Escocia | 12 - 31 | Irlanda |  |  |

### Semifinales
| 17 de abril | Francia | 17 - 19 | Irlanda |  |  |

| 17 de abril | Inglaterra | 38 - 34 | Gales |  |  |

### Tercer puesto
| 23 de abril | Francia | 6 - 15 | Gales |  |  |

### Final
| 23 de abril | Inglaterra | 8 - 17 | Irlanda |  |  |

| Bandera de Irlanda |
| Campeón Irlanda    |
| Primer título      |